# Pierre Boudot
Pour les articles homonymes, voir Boudot.
Pierre Boudot, né à Besançon le 22 septembre 1930, décédé en avril 1988, est un philosophe et écrivain français.
Maître de conférences à la Sorbonne, il est l'auteur d'essais, de romans et de pièces de théâtre.

## Biographie
Georges Boudot, son père, est lieutenant colonel du génie, marié à Suzanne Fregnet ; ils ont quatre enfants : Pierre, Odile et deux jumelles, Monique et Nicole . Pierre passe son enfance à Belfort, élève à l'institution Sainte-Marie puis au lycée. A l'université de Besançon il est licencié de philosophie en 1954, puis, à la Sorbonne, il est diplômé d'études supérieures. Il part à Heidelberg, étudie Nietzsche, rencontre Karl Jaspers, Martin Heidegger etc.
Durant 27 mois il effectue son service militaire, dont 14 en Algérie, durant cette période il rédige son journal qui sera publié en 1961. 
En 1960 il épouse Jeanne Wahl. Ils ont quatre enfants, Jean-David, Olivier, Sarah et Diane. En 1962 ils s'installent  à Merzé (commune de Cortambert)  près de Cluny. Pierre Boudot est professeur de philosophie au lycée de Charolles puis au lycée de Mâcon.  En 1968 il est assistant en philosophie d'abord à l’Université de Besançon, puis, en 1970 à l’Université de Panthéon-Sorbonne, où il est nommé successivement maître-assistant, puis maître de conférences. Il soutient, en 1977, sa thèse d’Etat sur Nietzsche, éditée en 1981. 
Il publie également des  romans, essais et pièces de théâtre, il anime ou participe à des émissions de radios (Radio-France,  France-Culture) et écrit dans des revues littéraires (Quinzaine Littéraire et le Magazine Littéraire).
Il organise, en 1980,  avec l’Institut Charles de Gaulle le colloque Approches de la philosophie politique du Général de Gaulle. 
Il meurt  des suites d'un accident de la route, le 9 avril 1988, à l'âge de  cinquante-huit ans.
A deux reprises Pierre Boudot reçoit un prix de l'Académie française : le prix Dodo, en 1980, pour La jouissance de Dieu ou le roman courtois de Thérèse d'Avila et en 1976 le prix Roland de Jouvenel pour Nietzsche et les écrivains français.

## Ouvrages

### Philosophie
- Nietzsche et l'au-delà de la liberté, Aubier-Montaigne - 1971 ; et, avec le titre Nietzsche et les écrivains français, Union générale d’éditions 10-18 –1975
- L'ontologie de Nietzsche, Presses Universitaires de France - 1972
- Nietzsche en miettes, Presses Universitaires de France - 1973 et 1993
- Nietzsche, la Momie et le Musicien, Jacques-Marie Laffont - 1981 ; Atelier des Brisants - 2002

### Romans
- La Matasse, Gallimard - 1966
- Le Cochon Sauvage, Gallimard - 1968
- Le Mal de Minuit, Calmann-Lévy - 1972 ; Atelier des Brisants - 2002
- Les sept Danses du Tétras, Calmann-Lévy - 1972 ; Doyen éditeur - 2009
- La Louve, Jacques-Marie Laffont (Lyon) - 1981 ; Atelier des Brisants - 2002

### Théâtre
- Théâtre complet, Cahiers Bleus - 1998

1. Le Don Juan des Arbres Morts
2. Douceur
3. Le Jardin d'Hercula
4. La Transverbération de Thérèse d'Avila

- Douceur, S.O.S - 1978 ; Cahiers Bleus - 2008
- Le jardin d'Hercula, P. Boudot Éditeur - 1978
- La transverbération de Thérèse d'Avila, Néo - 1981
- Le Don Juan des Arbres Morts
- La nuit obscure de l'amour

### Essais
- L'Algérie Mal Enchaînée, témoignage, Gallimard - 1961
- La jouissance de Dieu ou le Roman courtois de Thérèse d'Avila, Hallier/Albin Michel - 1979 ; A Contrario - 2005
- Au commencement était le Verbe, Grasset - 1980 et 2006
- Les Vents souffleront sans me causer de peur, Hallier/Albin Michel - 1981 ; L'Atelier des Brisants - 2000
- Fureur et Espérance, écrits polémiques de Pierre Boudot, La Différence - 1996 (posthume)
- Les Mandarins sont revenus, chassez-les !, Les Provinciales (présentation en ligne).

### Inédits
Des inédits de Pierre Boudot figurent dans la revue Cahier bleu numéro 9, L'espérance dans les ténèbres  Ce recueil contient : Les Actes du Colloque "Actualité de Pierre Boudot", Cluny 1994. Des inédits de Pierre Boudot, Les textes de ses entretiens télévisés pour Radio-Canada,
Des fac-similés de manuscrits et des photographies.